# Timbres de Belgique 2007
Cet article recense les timbres de Belgique émis en 2007 par La Poste.
| Sommaire    | Sommaire | Sommaire | Sommaire |
| ----------- | -------- | -------- | -------- |
| Janvier     | Février  | Mars     | Avril    |
| Mai         | Juin     | Juillet  | Août     |
| Septembre   | Octobre  | Novembre | Décembre |
| Généralités | Légende  | Sources  |          |

## Généralités
Les émissions portent alternativement les mentions « België Belgique » et « Belgique België » (nom du pays en néerlandais et français), parfois « Belgien » quand le sujet du timbre concerne la Communauté germanophone de Belgique, ainsi que l'année d'émission. La valeur faciale est exprimée en euro (€}.
L'impression est réalisée par l'Imprimerie du timbre à Malines.

### Tarifs
Les tarifs sont ceux en vigueur à partir du 1er février 2007. En dehors de la distance, ils suivent deux règles principales : la normalisation du format et du poids d'une part, et l'aspect prioritaire du service qui doit être matérialisé par une vignette « PRIOR » se-tenant au timbre.
Pour le format, trois distinctions sont considérés : lettre normalisée légère respectant des dimensions précises, lettre non normalisée pour le reste, et service « kilopost » pour les colis qui dépassent les limites maximales des plis non normalisés.
Le 1er août 2007, le tarif non prioritaire pour les envois à l'intérieur du pays est supprimé, sauf pour les abonnés à une machine à affranchir et les envois en nombres. La Poste justifie cette disparition par le fait que, grâce à la modernisation de l'infrastructure de tri, « 95 % du courrier arrive en J+1 », le lendemain de son envoi.
Le 1er octobre 2007, dans le tarif intérieur, La Poste émet des timbres d'usage courant à l'effigie d'Albert II portant pour valeur faciale à validité permanente un numéro, représentant autant de points de 52 cents. L'usager colle autant de timbres que nécessaires pour atteindre le tarif souhaité.
Voici les affranchissements réalisables avec un des timbres ou bloc émis en 2007.
Tarifs intérieurs :
- 0,46 € : lettre normalisée non prioritaire de moins de 50 grammes (tarif disparu le 1er août 2007).
- 0,52 € ou « 1 »: lettre normalisée prioritaire de moins de 50 grammes (timbres avec vignette « PRIOR »).
- « 2 » (1,04 €) : lettre non normalisée de moins de 100 grammes (tarif du 1er octobre 2007).
- 1,38 € (3 × 0,46 €) : lettre non prioritaire de 100 à 350 grammes (tarif disparu le 1er août 2007).
- « 3 » (1,56 €) : lettre non normalisée de 100 à 350 grammes.
- 2,60 € (5 × 0,52 €) ou « 5 » : lettre non normalisée prioritaire de 350 grammes à un kilogramme.
- « 7 » (3,64 €) : lettre non normalisée de un à deux kilogrammes.

Tarifs vers l'étranger :
- 0,70 € : lettre normalisée non prioritaire de moins de 50 grammes vers l'Europe.
- 0,75 € : lettre normalisée non prioritaire de moins de 50 grammes vers le reste du monde.
- 0,80 € : lettre normalisée prioritaire de moins de 50 grammes vers l'Europe.
- 0,90 € : lettre normalisée prioritaire de moins de 50 grammes vers le reste du monde.

## Légende
Pour chaque timbre, le texte rapporte les informations suivantes :
- date d'émission, valeur faciale et description,
- formes de vente,
- artistes concepteurs et genèse du projet,
- manifestation premier jour,
- date de retrait, tirage et chiffres de vente,

ainsi que les informations utiles pour une émission donnée.

## Janvier

### Amedeo Modigliani,Nu assis
Le 8 janvier, dans la série annuelle Promotion de la philatélie, est émis un bloc d'un timbre de 0,60 € reproduisant une peinture d'Amedeo Modigliani, Nu assis, une femme agenouillée sur un lit. Le reste du bloc est illustré d'une photographie du Musée royal des beaux-arts d'Anvers (Koninklijk Museum voor Schone Kunsten - Antwerpen). Le timbre est vendu avec une surtaxe de 0,30 € reversée à l'association de promotion de la philatélie Pro-Post.
L'œuvre de Modigliani est mise en page par Jean Libert. Le timbre de 3,815 × 4,875 cm et son bloc sont imprimés en héliogravure.

### Sport
Le 8 janvier, sont émis trois timbres sur des sports. Sur le 0,46 €, une moitié avant de vélo présente pour le cyclo-cross (veldrijden). Une boule à trois trous et trois quilles évoquent le bowling sur le 0,60 €. Et, pour 0,65 €, le golf par un club prêt à frapper la balle posée sur un tee. Sur chacune des illustrations, le haut est bleu rappelant le ciel pour le cyclo-cross et le golf, mais chaque sol est différent, respectivement marron (terre), jaune (piste) et vert (l'herbe).
Les timbres de 2,766 × 4,02 cm sont dessinés par Valérie Paul. Ils sont imprimés en héliogravure en feuille de trente. Des carnets de dix timbres autocollants pour chacun de ces timbres sont également émis : chacun des timbres de ces trois carnets ont une valeur permanente pour l'affranchissement de la lettre prioritaire de moins de 50 grammes en régime intérieur (0,52 € au moment de l'émission).

### Accordéons
Le 29 janvier, est émis un bloc de cinq timbres de 0,52 € représentant différents types d'accordéon, illustré dans sa partie supérieure par une reproduction d'une peinture de Auguste Renoir, Bal du moulin de la Galette de 1876.
La peinture conservée au musée d'Orsay de Paris et les photographies des instruments du Musée des instruments de musique de Bruxelles sont mis en page par un duo de graphistes signant MVTM. Les timbres de 2,766 × 4,02 cm se-tenant avec une vignette « PRIOR » sont imprimés en héliogravure.

### Albert II
Le 29 janvier, sont émis deux timbres d'usage courant de 0,80 € et 0,90 € à l'effigie d'Albert II, roi des Belges. Bordé d'une bande bleu « A Prior » pour signaler le courrier international prioritaire (expédié par avion), le souverain est habillé en uniforme de général. La photographie est d'une couleur unie différente du fond.
Ces timbres utilisent la cinquième version du portrait royal d'usage courant créée par Myriam Voz et Thierry Martin (MVTM) en 2005.

### Oiseaux
Le 29 janvier, sont émis deux timbres d'usage courant de la série des Oiseaux de Buzin. Les deux oiseaux peints sont le martinet noir (Apus apus) sur le 0,70 € et le faucon crécerelle (Falco tinnunculus) sur le 0,75 €
Les timbres de 2,766 × 3,24 cm, comme le reste de la série Oiseaux depuis 1985, sont peints par André Buzin.

### Philatélie de la jeunesse: Alix
Le 29 janvier, pour la série annuelle Philatélie de la jeunesse, est émis un timbre de 0,52 € illustré des personnages d'Alix et Enak de la série Alix, bande dessinée historique située à l'époque de Jules César.
Le dessin issu de l'œuvre de Jacques Martin, créateur de la série, est mis en page par MVTM pour être imprimé sur un timbre de 4,02 × 2,766 cm se-tenant avec une vignette « PRIOR ». La feuille comprend cinq exemplaires. La moitié gauche de la feuille est illustrée d'une sorte de trophée cumulant des armements et armures romains.

## Février

### Auteurs féminins
Le 26 février, est émis un bloc de cinq timbres de 0,52 €, chacun se-tenant avec une vignette « PRIOR ». Les portraits d'auteurs féminins (Schripfters) belges sont reproduits sur des couvertures de livres : Madeleine Bourdouxhe, Christine D'haen, Jacqueline Harpman, Maria Rosseels et Julia Tulkens. Sur la moitié supérieure du feuillet, sont dessinées une femme en train d'écrire et une en train de lire.
Le bloc est dessiné par Nora Theys. Chaque timbre mesure 2,766 × 4,02 cm.

### Croix-Rouge: la bibliothèque de l'hôpital
Le 26 février, dans la série annuelle Croix-Rouge, est émis un timbre de bienfaisance de 0,52 € avec une surtaxe de 0,05 € reversée à la Croix-Rouge de Belgique. Le sujet est la bibliothèque qui peut être développée dans un hôpital pour occuper le temps des patients (De Ziekenhuisbibliotheek). Sur le dessin, l'un d'entre eux, installé dans un fauteuil roulant, est emmené par une infirmière dans cette bibliothèque.
Le dessin est signé Chris Vandendriessche et est mis en page par l'équipe graphique MVTM sur un timbre de 4,02 × 2,766 cm se-tenant avec une vignette « PRIOR » à droite ou à gauche. Les conditionnements sont une feuille de dix timbres et un carnet de dix timbres autocollants.

### Oiseaux
Le 26 février, sont émis deux timbres d'usage courant dans la série des Oiseaux de Buzin. La peinture du 0,05 € met en valeur une sarcelle d'hiver (Anas crecca), et celle du 0,10 € une chouette de Tengmalm (Aegolius funereus) dans une forêt de sapins.
Les timbres de 2,4 × 2,766 cm sont dessinés par le peintre animalier André Buzin et imprimés en héliogravure en feuille de cinquante.

## Mars

### Josef Hoffmann: Maison Stoclet
Le 26 mars, dans le cadre d'une émission conjointe avec la République tchèque, sont émis deux timbres représentant des vues dessinées de la Maison Stoclet (Huis Stoclet), hôtel particulier bruxellois d'Adolphe Stoclet. Il fut dessiné au début des années 1900 par l'architecte Josef Hoffmann, Autrichien né en Moravie. Œuvre d'art totale, ce palais est vu de l'extérieur sur le 0,70 €, et un intérieur est montré sur le 0,52 €.
Les timbres de 2,766 × 4,02 cm sont dessinés par Leen Depooter (0,52 €) et Zdeněk Netopil (0,70 €). Ils sont imprimés en héliogravure en feuille de dix. Les timbres de 0,70 € sont présentés avec une vignette « PRIOR » se-tenant en haut ou en bas.
Les deux timbres tchèques sont également émis le 26 mars et portent les mêmes illustrations des deux mêmes dessinateurs. Ils sont gravés par Jaroslav Tvrdoň pour une impression en taille-douce pour les dessins en noir et en photogravure pour les couleurs, en feuille de cinquante. L'intérieur de la Maison Stoclet est porté sur un timbre de 20 couronnes et l'extérieur vaut 35 couronnes.

### Oiseaux
Le 26 mars, est émis un nouveau timbre d'usage courant dans la série Oiseaux. D'une valeur de 0,23 €, il représente un choucas des tours (Corvus monedula).
Le timbre de 2,4 × 2,766 cm est dessiné par André Buzin, peintre animalier de toute la série Oiseaux.

### Théâtre populaire
Le 26 mars, est émis un bloc de trois timbres de 0,46 € entourés de deux vignettes sans valeur postale. Ils évoquent le théâtre populaire belge (Volkstheater). Le timbre vertical central présente le comédien flamand Romain Deconinck (1915-1994) et son accordéon. Il est entouré de deux timbres horizontaux reproduisant des photographies de la scène et d'acteurs ayant interprété deux pièces : Tati l'pèriki du Wallon Édouard Remouchamps et Le Mariage de Mademoiselle Beulemans (créée en 1910) de Frantz Fonson et Fernand Wicheler. Les deux vignettes sont des affiches de ces deux pièces et sont placées se-tenant au timbre correspondant. L'arrière-plan constitué par les marges du bloc est la vue de la scène d'un théâtre, sur laquelle le rideau rouge est abaissé.
Le bloc est mis en page par Jean Libert. Le timbre vertical de 3,08 × 5 cm et les timbres horizontaux de 4,46 × 3,275 cm sont imprimés en héliogravure.

## Avril

### Europa:100eanniversairedu scoutisme
Le 30 avril, dans le cadre de l'émission Europa consacré au centenaire du scoutisme (100 jaar scouts), sont émis un timbre de 0,46 € à l'effigie du fondateur Robert Baden-Powell et un bloc d'un timbre de 0,75 €. Ce dernier représente des jeunes dans une scène dessinée dans laquelle Baden-Powell salue de dos une foule de scouts d'origines diverses et portant des uniformes variées.
Les dessins extraits d'une bande dessinée sont signés par Jijé (1914-1980) et mis en page par MVTM. Le timbre de 0,46 € mesure 2,766 × 4,02 cm et celui du bloc 3,815 × 4,875 cm. Ils sont imprimés en héliogravure, en feuille de dix pour le portrait de Baden-Powell.

### Europe-Europa 1957-2007
Le 30 avril, est émis un timbre commémoratif de 0,80 € pour le cinquantenaire du traité de Rome, à l'origine de la Communauté européenne et de l'Union européenne. Sur un fond bleu-vert, les mots orangés « EUROPE-EUROPA » sont surmontés de six ovales portant une ou deux lettres inspirées du code international des plaques minéralogiques ; chacun rappelle un des six pays fondateurs de la Communauté.
Le timbre de 6 × 2,766 cm est créé par Clotilde Olyff et est imprimé en héliogravure en feuille de dix.

## Mai

### Hergé 1907-2007
Le 22 mai, est émis un bloc-feuillet de vingt-cinq timbres différents de 0,46 € chacun pour le centenaire de la naissance d'Hergé, né le 22 mai 1907 à Etterbeek. Une photographie du dessinateur des Aventures de Tintin est placé sur le timbre central. Autour, chacun des vingt-quatre albums de la série de bande dessinée sont reproduites dans une des langues dans lesquelles ils ont été traduits. La valeur faciale totale du feuillet est de 11,50 €.
Les images du feuillet sont fournis par la société Moulinsart, propriétaire des droits. L'impression est réalisée par l'Imprimerie du timbre à Malines. Chaque timbre isolé mesure 3,815 × 4,875 cm.
La prévente a lieu le 19 mai au Centre belge de la bande dessinée, à Bruxelles.

## Juin

### L'Antarctique

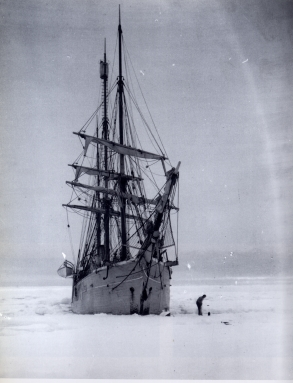
Photographie de la Belgica qui a inspiré le dessin du bloc.

Le 18 juin, est émis un bloc illustré d'un timbre de 0,75 € sur la présence scientifique belge en Antarctique. Le timbre comprend le dessin de la nouvelle station Princesse-Élisabeth, avec à l'arrière-plan, en illustration du bloc, l'évocation du 110e anniversaire de l'expédition et de l'hivernage de la Belgica. L'émission coïncide avec le cinquantenaire de l'ancienne base Roi Baudouin.
Le bloc est dessiné par François Schuiten. Le timbre mesure 4,875 × 3,815 cm. Schuiten est déjà l'auteur du timbre du centenaire de l'hivernage de la Belgica, émis le 20 septembre 1997.

### Musées
Le 18 juin, sont émis trois timbres sur trois musées : le musée de la Mode à Hasselt (0,46 €, Het Modemuseum), celui de l'hôpital Notre-Dame à la Rose de Lessines (0,75 €, Het Onze-Lieve-Vrouw-met-de Roos Hospitaal) et le musée juif de Belgique à Bruxelles (0,92 €, Het Joods Museum van België). Chaque musée est évoqué par un des objets conservés, avec en arrière-plan un élément extérieur du bâtiment.
Les timbres de 2,766 × 4,020 cm sont mis en page par Rob Buytaert et imprimés en feuille de dix timbres.

### Vacances 2007
Le 18 juin, sont émis deux carnets de dix timbres autocollants sur le thème des vacances (vakantie). Les timbres sont valables sur toute lettre de moins de 50 grammes en régime intérieur. Le premier sur fond jaune foncé évoque le cerf-volant. Le second sur fond bleu ciel est sur le thème du kayak en train d'être transporté en direction de la rivière.

## Juillet

### Oiseaux
Le 9 juillet, dans la série d'usage courant au type Oiseaux, est émis un timbre de 0,06 € représentant une chouette chevêche (Athene noctua). Il doit permettre, après la suppression du tarif intérieur non-prioritaire, de compléter les timbres de 0,46 € afin d'obtenir l'affranchissement de la lettre standardisée prioritaire de moins de 50 grammes.
Le timbre de 2,4 × 2,766 cm est dessiné, comme toute la série Oiseaux, par le peintre animalier André Buzin

### Le tour de France
Le 9 juillet, à l'occasion des 2e et 3e étapes du tour de France cycliste de 2007 qui passent en Flandre, est émis un timbre de 0,52 € dont le dessin représente trois coureurs, dont le porteur du maillot jaune et le logotype de la course. La marge supérieure de la feuille porte une carte de la Belgique et du nord de la France avec le tracé des deux étapes passant en Belgique.
Le timbre de 4,02 × 2,766 cm est dessiné par Jean Libert et imprimé en feuille de cinq unités.

### Zeebruges
Le 9 juillet, est émis un timbre de 1,04 € pour le centenaire du port de Zeebruges (Zeebrugge), créé près de Bruges au début du XXe siècle. Le timbre est illustré d'une photographie d'un porte-conteneurs en cours de chargement.
Les photographies du timbre et de sa marge illustrée d'un vol d'oiseaux sont mises en page par Johan Mahieu. Le timbre de 4,02 × 2,766 cm est imprimé en feuille de cinq exemplaires gommés et en carnet de dix exemplaires timbres autocollants.

## Septembre

### Botassart et Luxembourg
Le 3 septembre, dans le cadre d'une émission conjointe avec le Luxembourg, sont émis deux timbres. Le 0,52 € reproduit une photographie du paysage du « tombeau du Géant » à Botassart. Le 0,80 € est consacré à la rotonde de la gare de Luxembourg rénovée au début des années 2000 pour devenir un site culturel.
La photographie du tombeau du Géant par Peter Jacobs est reproduite sur un timbre imprimé en taille-douce. La photographie de Christian Aschman de la rotonde est mise en page par le duo graphiste MVTM et Guillaume Broux pour une impression en héliogravure et taille-douce. Les deux timbres de 2,766 × 4,02 cm sont imprimés en feuille de dix exemplaires.
Le 3 septembre, la poste luxembourgeoise émet un seul timbre de même type que le timbre belge sur la rotonde, d'une valeur de 0,70 €. Elle inclut dans l'émission conjointe un timbre de 0,52 € sur le transborderism.

### Cinéma belge
Le 3 septembre, pour le centenaire de la naissance d'Henri Storck (1907-1999), est émis un bloc de cinq timbres de 0,52 € sur le cinéma belge avec, de haut en bas, les scènes de Misère au Borinage d'Henri Storck, Le Fils de Jean-Pierre et Luc Dardenne, De man die zijn haar kort liet knippen d'André Delvaux, Malpertuis d'Harry Kümel et Dust de Marion Hänsel.
Les images extraites de ces films et le portrait de Storck sur la moitié illustrée de la feuille sont mis en page par Luc Derycke. Les timbres mesurent 4,02 × 2,766 cm.

### 70eanniversairede Sa Majesté la Reine Paola
Le 3 septembre, est émis un bloc d'un timbre de 1,04 € pour le 70e anniversaire de Paola Ruffo di Calabria, reine des Belges depuis l'avènement de son époux Albert II.
La photographie en extérieur est mise en page par le duo graphiste MVTM (Thierry Martin et Myriam Voz.

### Tourisme
Le 3 septembre, sont émis trois timbres touristiques de 0,52 € sur trois établissements scolaires de Belgique, installés dans des bâtiments historiques : l'Athénée Royal François Bovesse de Namur, le collège Saint-Michel à Bruxelles et le collège du Sacré-Cœur (Helig Hartcollege) à Maasmechelen. Le haut de leur feuille est illustré d'un élément d'architecture du bâtiment scolaire, de couleur différente sur l'illustration : la clé de voûte d'une entrée pour l'athénée wallon, la tour pour le collège bruxellois et le sommet de la façade pour le collège flamand.
Les timbres de 2,766 × 4,02 cm sont dessinés et gravés par Guillaume Broux et le duo d'illustrateurs MVTM, Thierry Martin et Myriam Voz, a assuré la mise en page. L'impression en feuille de dix est mixte : héliogravure et taille-douce. Les images des timbres « Collège Saint-Michel Bruxelles » et « Collège du Sacré-Cœur Maasmechelen » sont inspirées de photographies de Peter Jacobs.

## Octobre

### Effigies royales avec numéro
Le 1er octobre, dans le cadre d'un nouveau système de tarification dans le régime intérieur, sont émis cinq timbres à l'effigie du roi Albert II, inspirée du type en usage depuis le 21 juillet 2005. Au format vertical, ces timbres ont pour seule valeur faciale à validité permanente un numéro : chaque tarif national vaut un nombre de points. L'usager colle autant de timbres qu'il faut de points pour le tarif souhaité. Les cinq timbres émis sont : 1 point rouge (0,52 € au 1er octobre), 2 points vert foncé (1,04 €), 3 points bleu foncé (1,56 €), 5 points mauve (2,60 €) et 7 points brun (3,64 €).
Les timbres de 2,766 × 3,25 cm sont mis en page par le duo de graphistes MVTM. Ils ne sont valables que sur le courrier intérieur belge.

### Sources
- Les émissions spéciales de 2007 sur le site de La Poste belge.
- Les pages « Nouveautés monde » de l'Écho de la timbrologie, no 1805 (mars 2007).